# Aphaenogaster geei
Aphaenogaster geei é uma espécie de inseto do gênero Aphaenogaster, pertencente à família Formicidae.